# Bibiana Medialdea
Bibiana Medialdea García (Madrid, 28 de mayo de 1977) es una economista y profesora universitaria española, secretaria general de Consumo y Juego del Gobierno de España desde 2023 hasta 2024. Entre 2020 y 2023 fue directora general de Consumo.

## Biografía
Nacida en 1977 en Madrid, se doctoró en Economía por la Universidad Complutense de Madrid (UCM), con la lectura en 2009 de Subdesarrollo, capital extranjero y financiarización. La trampa financiera de la economía brasileña, una tesis dirigida por  Enrique Palazuelos Manso.
Empleada como profesora para la Universidad de Valladolid (UVA), posteriormente, desde 2012, ha trabajado como docente en la UCM. También fue investigadora en el Instituto de Estudios Fiscales (IEF) y en el Instituto Complutense de Estudios Internacionales (ICEI).
En enero de 2014 fue una de las firmantes del manifiesto «Mover ficha: convertir la indignación en cambio político», que dio impulso fundacional a Podemos. Ha sido miembro del consejo asesor de las revistas Viento Sur y Claves de la Economía Mundial. En 2014, durante la primera Asamblea Ciudadana de Podemos («Vistalegre I»), presentó una resolución sobre la deuda pública. Medialdea, una de las principales impulsoras del intento de auditoría de la deuda pública en Madrid, ejerció entre 2016 y 2017 como coordinadora del consejo asesor de la Auditoría Ciudadana Municipal de la Deuda y las Políticas Públicas del Ayuntamiento de Madrid.
Tras la formación de un nuevo gobierno presidido por Pedro Sánchez en enero de 2020, fue nombrada directora general de Consumo, dentro del Ministerio de Consumo dirigido por Alberto Garzón. En noviembre de 2023, el nuevo ministro de Derechos Sociales, Consumo y Agenda 2030, Pablo Bustinduy, la nombró secretaria general de Consumo y Juego.